# حسن يزداني
حسن يزداني (مواليد 28 ديسمبر 1994) هو لاعب مصارعة حرة إيراني، فاز بالميدالية الذهبية في أولمبياد 2016 في وزن 86 ك.